# Guwen
Guwen (kinesiska: 古文乡, 古文) är en socken i Kina. Den ligger i den autonoma regionen Guangxi, i den södra delen av landet, omkring 130 kilometer nordväst om regionhuvudstaden Nanning. Antalet invånare är 8327. Befolkningen består av 4 050 kvinnor och 4 277 män. Barn under 15 år utgör 18,0 %, vuxna 15-64 år 64 %, och äldre över 65 år 16,0 %.
Genomsnittlig årsnederbörd är 1 708 millimeter. Den regnigaste månaden är juni, med i genomsnitt 335 mm nederbörd, och den torraste är februari, med 31 mm nederbörd.